# Гангстеры (фильм, 2002)
«Гангстеры» (фр. Gangsters) — кинофильм.

## Сюжет
Френк Чеивски и Нина Дельгадо — два агента французских спецслужб, работающие под прикрытием, — пытаются выявить двух коррумпированных парижских полицейских. Френк изображает из себя гангстера, а Нина — проститутку, живущую с ним. Они вовлечены в ограбление, которое приводит к семи смертям и нескольким пострадавшим.

## В ролях
- Ришар Анконина — Френк Чеивски
- Анн Парийо — Нина Дельгадо
- Ги Леклюиз — Бабар
- Александра Вандернот — Карин Бреман